# Conchylodes arcifera
Conchylodes arcifera là một loài bướm đêm trong họ Crambidae.